# Кушич, Райко
Райко Кушич (серб. Рајко Кушић / Rajko Kušić, родился 21 сентября 1954 в Борике) — военачальник Войска Республики Сербской, полковник, кавалер ордена Милоша Обилича и ордена Негоша I степени.

## Биография
Родился 21 сентября 1954 года в местечке Борика (современная община Рогатица, Республика Сербская). Окончил восьмилетнюю школу в родном селе, поступил в машиностроительное училище в Горажде. Занимался активно спортом, особенно борьбой. Работал после окончания училища на заводе, следил за очистными сооружениями. В 1990-е годы вступил в Сербскую демократическую партию, дважды избирался в Главный комитет партии.
Перед началом Боснийской войны Кушич явился добровольцем для прохождения начальной военной подготовки в казармах ЮНА в Сараево, Пазариче и Панчево. После возвращения в родной край он сформировал военный отряд, который должен был защищать сербское население в Рогатице и во всём Подринье. В мае 1992 года последние части ЮНА покинули Боснию и Герцеговину, а Кушич стал солдатом Войска Республики Сербской. В годы войны он командовал Рогатицкой лёгкой бригадой, которая была в составе Сараевско-Романийского и Дринского корпусов. Рогатицкая бригада была награждена орденом Неманича по распоряжению Главного штаба Войска Республики Сербской. Сам же Кушич за восьмилетнюю службу и вклад в образование Республики Сербской указом Президента Республики Сербской был награждён орденом Милоша Обилича за храбрость и орденом Негоша I степени.
Боснийские власти обвиняли Кушича и его бригаду в преследовании мусульман в годы войны, в том числе в аресте и убийстве около 1000 мусульман в мае — июне 1992 года (мусульман держали в здании школы имени Велько Влаховича в Рогатице), однако добиться его ареста не получалось долгое время. В 2004 году появились сообщения со ссылкой на Washington Times и боснийские СМИ (особенно на радиостанцию Radio Naba) о том, что Кушич отправился со своим отрядом на Кавказ для оказания помощи российским федеральным войскам и МВД в борьбе с чеченскими террористами, однако выяснилось, что это была новостная утка, запущенная исламистским сайтом «Кавказ-центр» и составленная со множеством фактических ошибок.
12 ноября 2014 года суд Боснии и Герцеговины начал рассмотрение уголовного дела против Райко Кушича, выдвинув ему обвинения в совершении преступлений против человечности с 1992 по 1995 годы на территории города Рогатица и одноимённой общины. 3 апреля 2015 года прокуратура зачитала обвинения в преследовании отрядом Кушича гражданских лиц во время войны, в том числе причастности к 150 убийствам в Рогатице и Пакленике.